# Le Coq dressé de Cook et Rilly
 (juillet 2025).
Pour plus de détails, voir Fiche technique et Distribution.

Le Coq dressé de Cook et Rilly est un film français réalisé par Alice Guy en 1910.

## Synopsis
Un coq sur un piédestal orné du "G" à la marguerite de la compagnie Gaumont prend la pose et chante à plusieurs reprises. 

## Analyse
Il faut peut-être voir, dans ce film, une allusion facétieuse au principal concurrent de Gaumont, Pathé dont l'emblème à l'époque était un coq.

## Fiche technique
- Titre : Le coq dressé de Cook et Rilly
- Réalisation : Alice Guy
- Société de production : Société L. Gaumont et compagnie
- Pays de production :  France
- Genre : Numéro de cirque
- Durée : 2 minutes
- Dates de sortie : 1910[1]
- Licence : Domaine public

## Autour du film
Au tout début du film, on aperçoit la manche de l'assistant qui pose le coq sur le piédestal.